# 引退相撲
引退相撲（いんたいずもう）は、力士が現役引退、年寄襲名後に行うイベント。花相撲の一つ。

## 概要
本来は引退する力士が新生活のための費用を捻出するため自主興行を打った花相撲だった。三河島事件などの力士による待遇改善要求によって、養老金（退職金）制度が発足したことで一時すたれたが、やがて復活して現在に至っている。
原則的に関取30場所以上を務めた力士は、両国国技館にて引退相撲を行うことができる。開催されるのは1月、5月、9月の東京場所後が通例。引退してから、半年くらいに期日が設定されることが多い。関取で組織される力士会は、このイベントに関しては無料で出場するのが慣例。引退相撲を開催する直前の力士会に引退相撲を主催する力士はあいさつに出向くことになっている。引退相撲の収益は、餞別という意味でその力士の総取りとなる。
引退相撲のチケットは一般参加者に有料で販売されるが、余程の人気力士でもない場合余ることが常で、その場合は後援者の家族・友人、障害者施設などに残りを無料配布することが一般的。一般参加者の場合、基本的にチケット代以上の直接的な開催者側への負担は必要ない。
引退相撲では、その引退する力士が所属する一門の幕下以下力士による取組や十両、幕内、場合によっては本人の取組があったり、相撲甚句披露など各種イベントで盛り上がったりした後、後援者などをはじめとした関係者によって、大銀杏を切り落とす断髪式が行われる。行司が三宝に鋏を捧げ持ち、ひとはさみずつ入れていく。大銀杏を最後に切り落とすのは師匠の役目で、その切り落とす所作を止め鋏と言う。切り落とした髷は、引退した力士が記念品として保管している例がほとんどである。
また、元横綱が引退相撲を行う場合は、最後の横綱土俵入りを行うのが通例である。かつてその時点で現役横綱が二人以上いた時には、その二人の横綱が太刀持ち・露払いをそれぞれ務めていたが、最近では大関以下の現役幕内力士の二人が、太刀持ち・露払いを担当する事も多くなっている。
引退相撲を行わない場合でも、国技館の土俵（引退相撲と異なり、関係者や後援者のみが出席）もしくは国技館地下1階の大広間を使って断髪式を行うことはできる。年寄を襲名せず、協会から離れる（昔の呼び方でいえば「廃業」する）時も可能である。関取に昇進できなかった力士の場合は、千秋楽の打ち上げなどの機会に断髪式を行うことが一般的である。
元々は断髪式と引退相撲は別の行事であったが、戦後は両方が合体して今の形態が一般的となった。また、引退相撲を興行するには経費がかかるため、数人の力士が共同で興行を打つ例もある（最近の例では、栃乃花と栃栄が2009年に合同引退相撲を行った）。変わり種として、早稲田大学出身の笠置山は、母校の大隈講堂で引退相撲を開催し、同じ出羽海部屋の安藝ノ海が横綱土俵入りを披露している。
なお、行司の引退時も引退相撲を開催できる。特に立行司は軍配を次代に継承させるために開催することが多い。力士と行司による合同で開催された引退相撲も存在する。例えば19代伊之助は平鹿川と七ッ海の2力士と合同で引退相撲を開催した。
引退相撲の興行名は、引退力士が年寄名跡を襲名する場合は「○○○（四股名）引退×××（年寄名跡）襲名披露大相撲」、現役名で年寄となるか、あるいは角界に残らず退職する（昔でいう廃業）場合は「○○○（四股名）引退断髪披露大相撲」となるのが一般的である。